# Зосимова Пустынь (посёлок)
Зосимова Пустынь (до 2008 года — посёлок детского городка Метрополитена) — посёлок в Троицком административном округе Москвы (до 1 июля 2012 года был в составе Наро-Фоминского района Московской области). Входит в состав района Бекасово.

## История
Женский монастырь Зосимова пустынь был основан 3 декабря 1826 года монахом Зосимой в Верейском уезде Московской губернии на земельном участке, пожертвованном княжной Марией Бахметевой. После Октябрьской революции монастырь был закрыт. В 1967 году в монастыре был устроен пионерский лагерь для детей работников Московского метрополитена, и населённый пункт получил название «посёлок Детского Городка Метрополитена». В 1990—2000-х монастырь был возвращён православной церкви. В 2008 году посёлку вернули название «Зосимова Пустынь».

## Население
| 2002 | 2010 |
| ---- | ---- |
| 20   | ↗23  |

Согласно Всероссийской переписи, в 2002 году в посёлке проживало 20 человек (7 мужчин и 13 женщин). По данным на 2005 год, в посёлке проживало 9 человек.

## География
Посёлок Зосимова Пустынь находится примерно в 26 км к западу от центра города Троицка.
В километре на запад проходит граница с поселением Киевский. Сразу за границей находится сортировочная станция Бекасово-Сортировочное. Автомобильной прямой связи нет, попасть можно только перейдя пути пешком. В 2 км на запад (асфальтированная дорога на территории станции) расположена пассажирская платформа Бекасово-Центральное Большого кольца Московской железной дороги.
Посёлок окружён лесами. Ближайшие населённые пункты — деревня Архангельское и посёлок Круги.